# Hilaire de Chardonnet
Pour les articles homonymes, voir Chardonnet.
Ne doit pas être confondu avec Louis Marie Hilaire Bernigaud de Chardonnet.
Hilaire de Chardonnet, né le 1er mai 1839 à Besançon et mort le 11 mars 1924 à Paris, est un ingénieur scientifique et un  industriel de Besançon, inventeur de la soie artificielle et fondateur de la Société de la soie Chardonnet.

## L'homme politique

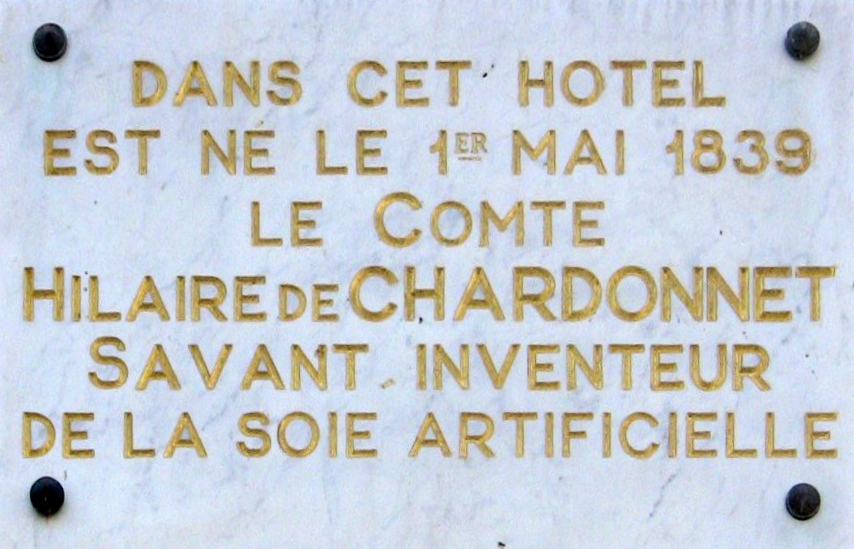
Plaque commémorative située place Jean-Cornet à Besançon.

Fils de l'ancien sous-préfet royaliste sous la Restauration Gustave Bernigaud de Chardonnet et de Christine Pautenet de Vereux, il naît le 1er mai 1839 au 2, place Jean-Cornet, à Besançon, dans l'hôtel Petit de Marivat, ancien hôtel Bruchon. Il suit des études à la faculté des sciences de Besançon. En 1859, il est admis à l'École polytechnique, où il croise Sadi Carnot, futur président de la République.
Mais en 1861, Chardonnet  manifeste son hostilité à Napoléon III en démissionnant de l'école, d'où il sort cependant ingénieur des ponts et chaussées. Il accompagne alors le « comte de Chambord » dans son exil en Autriche, d'où ils œuvrent au rétablissement de la monarchie. Pendant plusieurs années, il officie comme chambellan à la cour du comte de Chambord à Frohsdorf et ce dernier le charge également de missions à l'étranger. L'une de celles-ci l'amène au château du Vernay pour étudier la maladie des vers à soie. Il y rencontre Marie-Antoinette Camille Ruolz de Montchal qu'il épouse en 1866. De cette union, naît Anne de Chardonnet (1869-1926), sculptrice, élève de Mathurin Moreau et Jules Franceschi, auteur d'un buste en marbre du « comte de Chambord » exposé au Musée des beaux-arts de Besançon.
En 1870, à l'appel du comte de Chambord, il s'engage dans la deuxième guerre carliste d'Espagne.
Après la mort du prétendant au trône en 1883, Chardonnet s’éloigne de la politique. Il cherche à oublier ses désillusions et se résigne à la nouvelle république.

## L'inventeur
Il s'engage alors totalement dans une carrière de chercheur scientifique à laquelle il a déjà consacré beaucoup de son temps. Il crée dans sa maison de la place de l’État-Major à Besançon un important laboratoire et s'intéresse, entre autres sujets, au téléphone, à l'automobile, aux rayons ultraviolets, à la photographie dans l'obscurité.
Il est chargé d'une étude sur une maladie du ver à soie qui frappe l'industrie textile française d'alors, sous la direction du Franc-Comtois Louis Pasteur. Il a l'idée de reproduire en laboratoire, puis de fabriquer industriellement, une des créations les plus délicates de la nature : la soie. Il installe son premier atelier de recherche et d'expérimentation de filature de soie artificielle à Gergy, près de Chalon-sur-Saône, dans la villa « La Croix blanche » qu'il a héritée de son père.
En 1884, âgé de 45 ans, il entre alors dans l'histoire des grands inventeurs et connaît la célébrité et la fortune en inventant une soie artificielle à base de cellulose et de collodion douée des mêmes propriétés que la soie naturelle : brillant, ténuité et légèreté. Il installe son deuxième atelier au château du Vernay à Charette en Isère, où, accompagné par ses domestiques, il perfectionnera ses inventions.

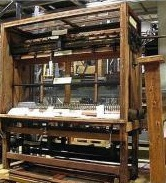
Métier à filer la soie artificielle du comte de Chardonnet présenté à l'Exposition universelle de Paris de 1889, Musée des arts et métiers, Paris.

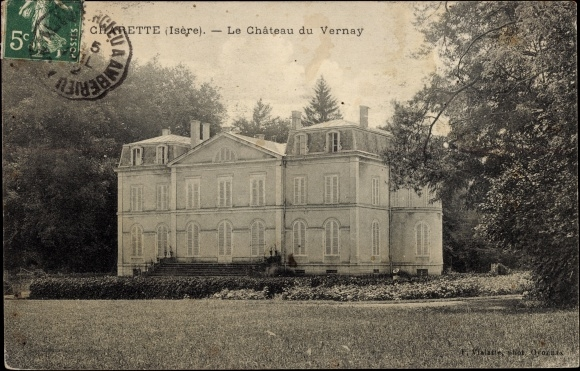
Carte postale du château du Vernay vers 1900.

Cette même année, il dépose un brevet pour la fabrication de fils artificiels à partir de la nitrocellulose. Il est élu à l'Académie de Besançon en 1884 et en devient le président en 1896-1897, puis il se consacre entièrement à son invention.

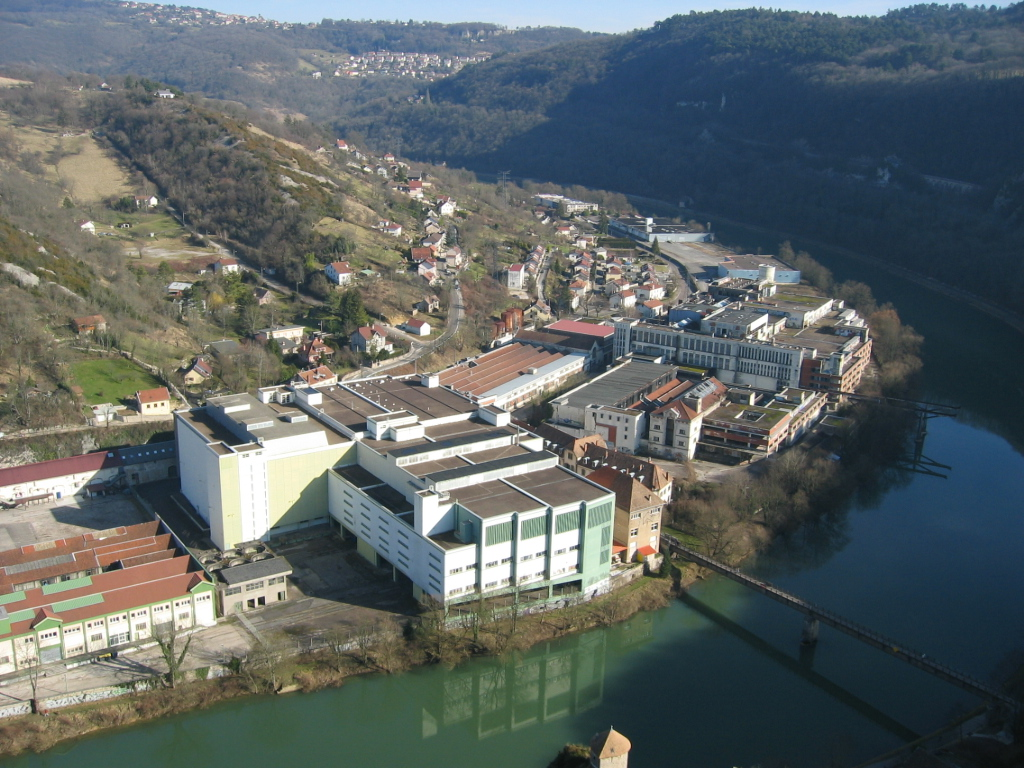
Ancienne usine textile Rhodiacéta au bord du Doubs vue depuis la citadelle de Besançon.

En 1892 il fonde la Société de la soie Chardonnet et se lance dans la production industrielle totalement nouvelle de tissus de soie artificielle dans son usine de Besançon, concurrençant très avantageusement la soie naturelle importée de Chine et du Japon. En 1952, cette usine sera rachetée par la société Rhodiacéta et reconvertie dans la fabrication des fils Nylon et Tergal, avant de fermer ses portes définitivement en 1981 à cause de la concurrence internationale.
Le 12 mai 1919, il est élu membre de l'Académie des sciences, dans la section des applications de la science à l'industrie.
Hilaire de Chardonnet est mort pauvre, à l'âge de 85 ans, le 11 mars 1924, à son domicile parisien du 22, place Malesherbes, dans le 17e arrondissement de Paris.
Après sa mort, des memorabilia de l'atelier du château du Vernay sont offerts au musée de la ville de Besançon et au Musée de la viscose à Échirolles.
Le Musée des arts et métiers à Paris expose le métier à filer du comte qui avait été présenté à l'Exposition universelle de 1889.

## Publication
- Don Carlos / par le Vte de***, ancien élève de l'École polytechnique, Paris, 1874.
- Hilaire de Chardonnet, « Notice sur C.-C. Person, ancien membre titulaire de l'Académie de Besançon », dans le Bulletin de l'Académie de Besançon,1885.
- Hilaire de Chardonnet, « Souvenirs de la guerre carliste », dans Mémoires de l'Académie de Besançon, 1898.

## Hommages
Un timbre français a été gravé à son effigie, dans une série d'inventeurs en 1955.
Son nom a été donné à :

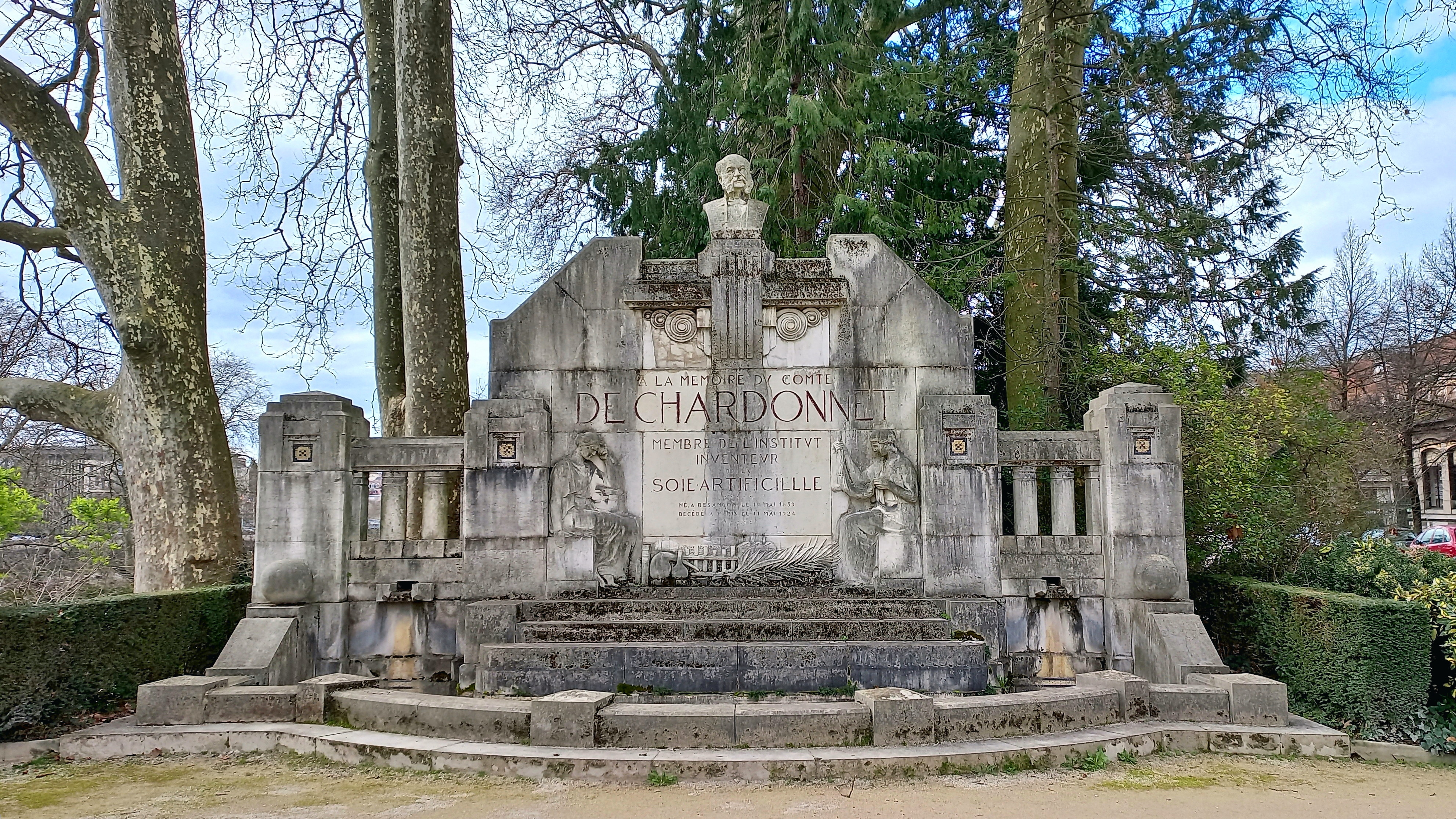
Fontaine-bassin à Besançon.

- Un lycée de Chalon-sur-Saône, en Saône-et-Loire[1] ;
- Le centre de formation d'apprentis de Besançon, dans le Doubs[2] ;
- Une voie dans d'autres communes parmi lesquelles on peut citer Genas, Gergy, Grenoble, Lyon, Rennes, Saint-Maurice-de-Beynost, Salaise-sur-Sanne, Toulouse ou Valentigney.
- Une place des pentes de la Croix-Rousse à Lyon où se trouve un buste monumental de l'inventeur.
- La passerelle de Chardonnet à Besançon : ancien pont ferroviaire transformé en passerelle piétonne.
- La fontaine-bassin Hilaire de Chardonnet à Besançon.